# アストロビジョン
アストロビジョン（ASTRO VISION）とは松下通信工業製作の大型映像装置の名称である。パナソニック システムネットワークスが取り扱う。
アストロは「宇宙」や「広大な」「天文学的」といった意味があり、1980年に開発された当初に「宇宙のように大きく、明るく美しい映像装置をつくろう」という意味を込めてこの愛称が付けられた。
オリンピック用途を除き、2009年3月末日をもって、国内市場における営業活動を中止した。機器の保守・アフターサービスに関してはパナソニックが継続して対応するほか、海外案件については特定案件に特化する方針であるという。

## 設置例
日本

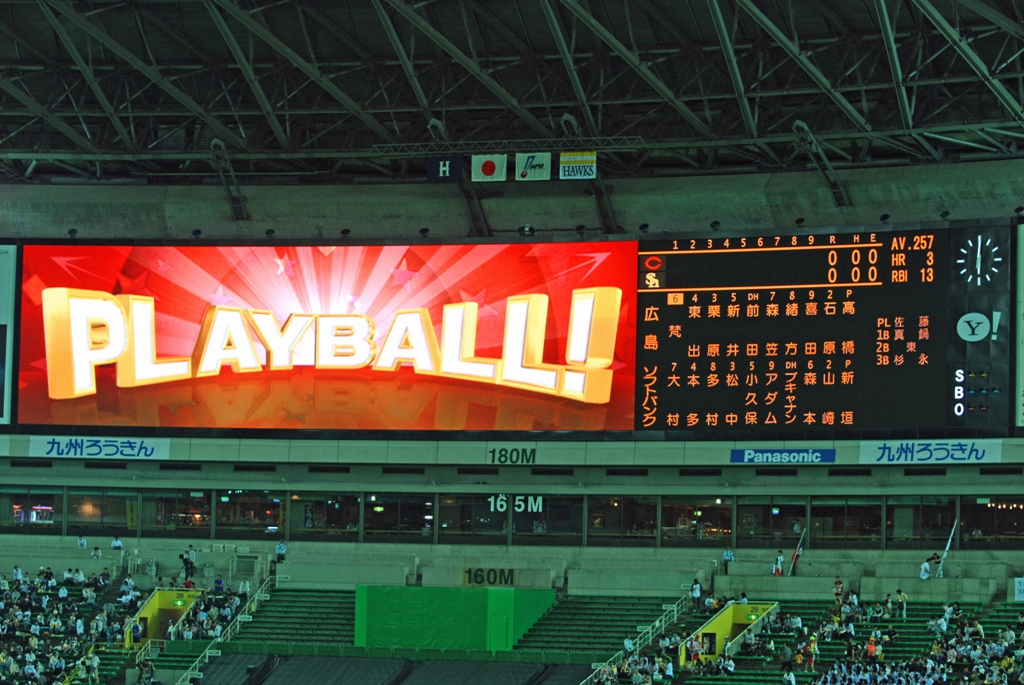
福岡ドームのホークスビジョン

- 西宮球場（1982年に関西地区で初めて野球場の映像装置として設置。アストロビジョンは1997年に解体、施設は2002年に閉鎖）
- 大阪城ホール
- 京セラドーム大阪（「ドームビジョン」と呼称）
- 千葉マリンスタジアム（2007年シーズンまで）
- TWIN21
- 万博記念競技場
- 住之江競艇場
- 味の素（東京）スタジアム
- 札幌ドーム（2014年シーズンまで）
- 福岡PayPayドーム（「ホークスビジョン」と呼称）
- 広島市民球場（2009年秋に球場閉鎖）
- 中京競馬場　（2014年夏期開催まで）
- 国立競技場 （2014年に閉鎖）
- IAIスタジアム日本平
- パロマ瑞穂スタジアム（ハイビジョン対応。愛知万博で使用されたエキスポビジョンを移設）
- 豊田スタジアム
- ケーズデンキスタジアム水戸（2009年より）
- ベルーナドーム（2008年より。ハイビジョン対応で「L Vision」と呼称）
- MAZDA Zoom-Zoom スタジアム広島（2009年春～2018年まで使用。可変式（ハイビジョン対応））
  - スコアボード更新後の2019年から内野のリボンビジョン同様三菱電機オーロラビジョンを採用。
- スタジオアルタ（1992年〜2001年2月）

など
その中でも住之江競艇場にあるアストロビジョン「ボートくん」は日本で最大級、世界でも屈指の大型映像装置で、ギネスブックにも紹介された。
また、神戸市のノエビアスタジアム神戸にも、2010年から老朽化した旧ボード（オーロラビジョン）に代えて、パナソニック製ビジョンを設置しているが、これは、かつての関連会社であった「パナソニック電工」が製造したものである。パナソニック電工のビジョンについては特に愛称が付けられていなかったため、スタジアムの管理会社から「ウィングビジョン」と独自に命名されていた。現在は同社の子会社だったパナソニックEWエンジニアリングが手がけている。
海外
- タイムズスクエア（ニューヨーク）
- 近代オリンピックの競技会場

など
特にパナソニックはオリンピックの公式スポンサーをしていることから、1996年アトランタオリンピック以降使用されている大型映像装置はほとんどこのアストロビジョンである。

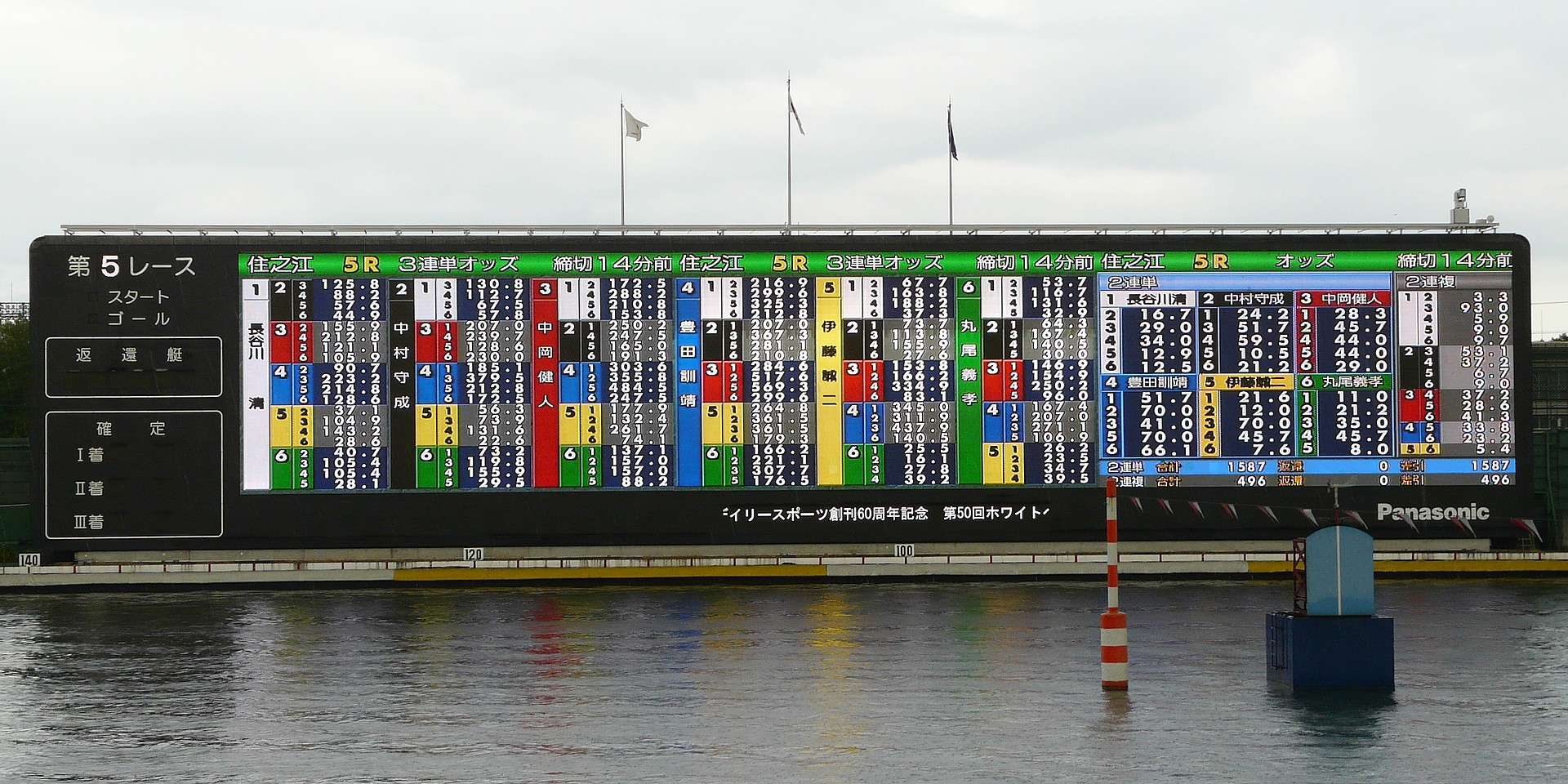
住之江ボートレース場 「ボートくん」
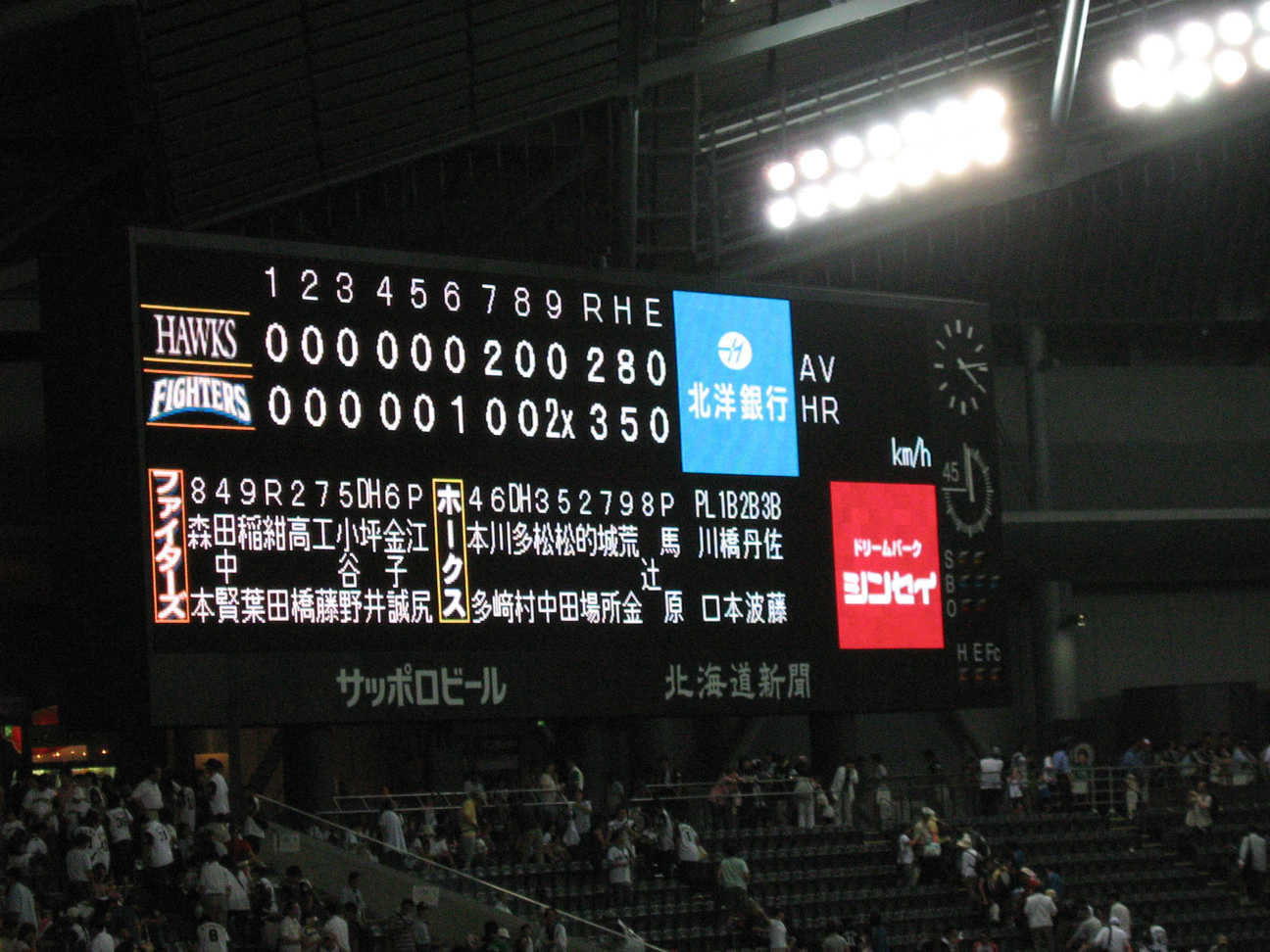
札幌ドーム

## 他社の類似商品
- オーロラビジョン（三菱電機）
- ジャンボトロン（ソニー）
- スーパーカラービジョン（東芝ライテック）
- スーパーフロンテックビジョン（富士通フロンテック）
- スーパービジョンライザ（赤見電機）
- ゴジラビジョン（ダクトロニクス）